# Trimeresurus borneensis
Trimeresurus borneensis är en ormart som beskrevs av Wilhelm Peters 1872. Trimeresurus borneensis ingår i släktet palmhuggormar och familjen huggormar. IUCN kategoriserar arten globalt som livskraftig. Inga underarter finns listade i Catalogue of Life.
Denna orm förekommer på Borneo och på ön Natuna. Den lever i låglandet och i låga bergstrakter upp till 1130 meter över havet. Arten vistas vanligen i den låga växtligheten och den hittas sällan 3 meter över marken. Födan utgörs av mindre däggdjur och fåglar.